# Prionospio cirrifera
Prionospio cirrifera är en ringmaskart som beskrevs av Axel Wirén 1883. Prionospio cirrifera ingår i släktet Prionospio och familjen Spionidae. Arten är reproducerande i Sverige. Inga underarter finns listade i Catalogue of Life.